# Jacques Brunot
Pour les articles homonymes, voir Brunot.
Jacques Brunot, né le 25 mars 1799 à Chagny (Saône-et-Loire) et mort le 30 août 1883 à Marseille, (Bouches-du-Rhône), est un général de brigade français .
Jacques Brunot est le fils de Claude Brunot et d'Anne Prudhon. Il est orphelin de père à l'âge de 13 ans. 
Engagé à l'âge de 15 ans dans l'armée napoléonienne, il y franchit tous les grades, s'illustre dans la campagne d'Espagne entre 1823 et 1828, puis participe comme colonel de 1855 à 1856 à la guerre de Crimée. Il finit sa carrière comme général de brigade chargé de l'inspection générale des troupes stationnées aux colonies.

## Biographie

### Premier Empire
Il fait partie des jeunes conscrits Marie-Louise de la levée en masse de 1814 en s'engageant dans l'Armée du Rhin. Il participe la même année au blocus du fort de Kehl. 

### Seconde Restauration

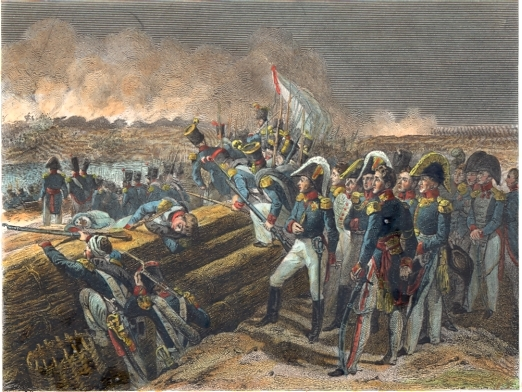
Prise du fort du Trocadero (1823)

En 1816, il est transféré dans la légion de Département de Saône-et-Loire. En 1820, il est stationné à Thionville. 
De 1823 à 1828, il participe, avec son régiment devenu le 36e de ligne, à la campagne française de 1823. Lors de la bataille du Trocadéro, il est l'un des premiers à entrer dans le village Trocadero et fait preuve au combat, selon son livret militaire, d'intelligence et de bravoure. 
La même année, il obtient le grade de sous-lieutenant.

### Monarchie de Juillet
Il est nommé lieutenant le 27 octobre 1830 et promu capitaine le 8 juin 1834.
Il épouse Marie Colombe Aglaé Goy (1819-1885) le 24 juillet 1834 à Terre-de-Bas en Guadeloupe, dont il aura deux enfants : Napoléon François Ernest Brunot (1839), qui deviendra Lieutenant Colonel de l'Infanterie de Marine et Marie Amélie Brunot (1846). 
En 1840, il est promu major et chef de bataillon.
Muté dans l'Infanterie de Marine en 1841, il est rattaché au 2e régiment d'infanterie de marine à la Martinique. 
En 1844, il accède au grade de Lieutenant-colonel.
En 1847, il commande le détachement du 3e régiment d'infanterie de marine à l'Ile Bourbon.

### Deuxième République
De 1849 à 1852, il est chef de corps, en qualité de colonel, du 3e RIMa (3e régiment d'infanterie de marine) à Toulon. Il fait des séjours répétés à la Guadeloupe, à la Martinique où il est nommé Commandant militaire le 8 janvier 1853 puis Gouverneur de la Martinique par intérim de juillet à septembre 1853 et à la Réunion.

### Second Empire
Le 15 août 1853, à l'occasion de la célébration de la fête de Napoléon III, le gouverneur par intérim de la Martinique remet solennellement les médailles en or décernées par le ministre à la mère supérieure et aux quatre religieuses hospitalières des Sœurs de Saint-Paul de Chartres pour leur action contre l'épidémie de fièvre jaune de 1852. 
De 1855 à 1856, il participe à la guerre de Crimée. Avant d'embarquer, il fait escale à Marseille le 12 octobre 1855 avec son bataillon.
En 1857, il est Commandant du 4e régiment d'infanterie de marine de Toulon. 
Il est successivement fait Chevalier (1833), Officier (1850), puis Commandeur (1855) de la Légion d’Honneur. Il reçoit la Médaille de Sainte-Hélène en 1858.
Le 5 mai 1858, en permission dans son village natal Chagny, il assiste au service funèbre célébré à la mémoire de Napoléon Ier au nom des médaillés de Sainte-Hélène.
Le 28 août 1858, il obtient le grade de général de brigade et est nommé Inspecteur général adjoint des troupes de l'infanterie de marine.
En 1860, il est muté à l'État-Major de l'Infanterie de Marine en tant qu'Inspecteur général adjoint de l'arme auprès du général Barolet de Puligni.
Le 23 juillet 1861 à Toulon, il débarque de la frégate La Cérès en provenance de Cayenne et des Antilles.
Courant 1864, il assiste, en compagnie du préfet maritime de Brest Louis Henri de Gueydon, du général Agathon Hennique, à une représentation du théâtre de Brest donnée en l'honneur des troupes des corps expéditionnaires.

### Troisième République
Il déménage de Brest à Marseille en mai 1877. À sa demande, il est admis à la retraite le 5 octobre 1878.
Il meurt chez lui, 2 rue Clapier à Marseille le 30 août 1883,. Son épouse Marie-Aglaë Brunot y décède le 31 décembre 1885,.

## Liens familiaux

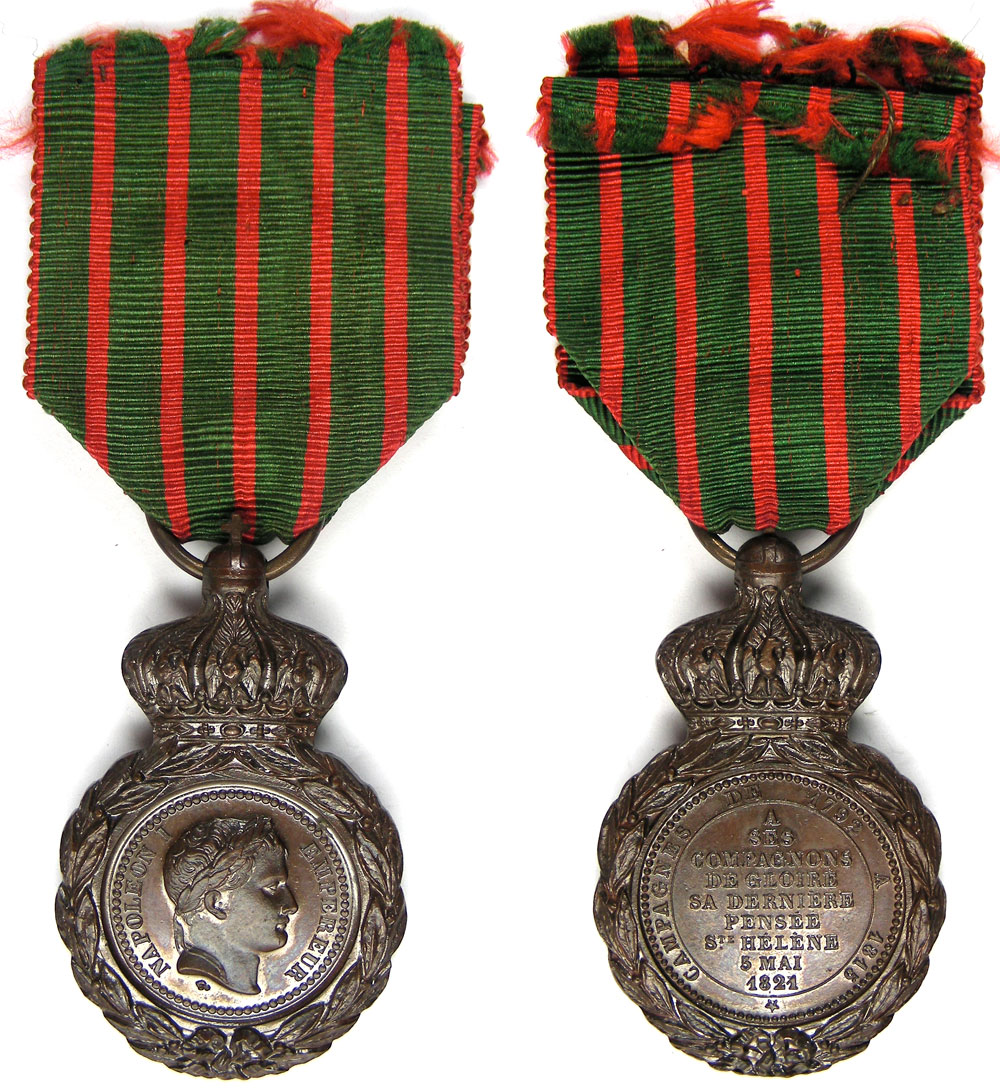
Medaille sainte helene 1857

Il était le grand-père de Richard Brunot (1883-1958), sénateur et gouverneur général des colonies.
Il était le beau-père de Marie d'Agon de la Contrie, femme de lettres.
Il était l'oncle de Jean-François Nicot, auteur et pédagogue.

## Honneurs
- Commandeur de la Légion d'honneur (décret du 11 août 1855)[27]
- Médaille de Sainte-Hélène (1857)[28]